# Romeinse invasie van Caledonia 208-210
De Romeinse invasie van Caledonië begon in 208  onder leiding van de Romeinse keizer Septimius Severus. De invasie duurde tot eind 210 toen de keizer ziek werd en stierf in Eboracum (York) op 4 februari 211. De oorlog begon goed voor de Romeinen en Severus slaagde erin om snel de Muur van Antoninus te bereiken, maar eenmaal voorbij, de hooglanden in, geraakte Severus verzeild in een guerrillaoorlog en hij was nooit in staat om Caledonia volledig te onderwerpen. Hij herbemande vele forten, die meer dan 100 jaar eerder door Agricola waren gebouwd, na de Slag bij Mons Graupius, en verhinderde zo de vele invallen van de Caledoniërs.

## Achtergrond
Na de moord op keizer Commodus, brak er een burgeroorlog uit in het Romeinse Rijk. Een van de potentiële keizerkandidaten was de gouverneur van Britannia Clodius Albinus. Om zijn kandidatuur kracht bij te zetten nam hij een belangrijk deel van zijn legioenen mee richting Rome. Na de Slag bij Lugdunum in 197, die hij verloor, was Britannia zwaar onderbemand en de Caledones maakten van de situatie gebruik om de Romeinse provincie binnen te vallen.

## Campagne
Samen met zijn zoon Caracalla arriveerde Severus in 208 in Brittannië met een leger van ongeveer 40.000 man en marcheerde richting de Muur van Hadrianus. Severus begon met een grootschalig wederopbouwproject, hij veranderde de hele muur in steen, voorheen was het westelijke deel voornamelijk gras en hout. Daarna marcheerde Severus naar het noorden en bezette al het land tussen de Muur van Hadrianus en de Antonijnse Muur. Na het voltooien van de bezetting begon Severus aan een ander wederopbouwproject, dit keer de Antonijnse Muur.
In 209 leidde Severus zijn leger naar het noorden, de hooglanden in en volgde ongeveer hetzelfde traject van Agricola, meer dan 100 jaar eerder. Volgens geschiedschrijver Lucius Cassius Dio bereikte hij het noordelijkste punt. Severus leed zware verliezen als gevolg van de guerrilla-tactieken die door de Caledoniërs werden gebruikt. Vredesbesprekingen mislukten en het zag ernaar uit dat de oorlog zou doorgaan totdat alle stammen zich hadden onderworpen aan de Romeinen of waren uitgeroeid.
In 210 werd Severus ziek en ging naar York om uit te rusten en te herstellen, uiteindelijk zal hij er sterven op 4 februari 211.

## Afloop
Na de dood van zijn vader, staakte Caracalla de oorlog en begaf zich naar Rome om de keizerstroon op te eisen. De Romeinse troepen trokken zich terug achter de Muur van Hadrianus en de rust in de Romeinse provincie kwam terug. De Caledones waren enorm verzwakt, het zou vele jaren duren voordat ze weer op krachten kwamen.